# Phradis brevis
Phradis brevis är en stekelart som först beskrevs av Carl Gustav Alexander Brischke 1880.  Phradis brevis ingår i släktet Phradis och familjen brokparasitsteklar. Arten är reproducerande i Sverige. Inga underarter finns listade i Catalogue of Life.